# 大評議会 (アンドラ)
大評議会（だいひょうぎかい、カタルーニャ語: Consell General d'Andorra, IPA: [kunˈsɛʎ ʒənəˈɾaɫ dənˈdorə], カタルーニャ語発音: [konˈseʎ ʒeneˈɾaɫ danˈdɔra]）は、アンドラの立法府である。渓谷総会（カタルーニャ語: Consell General de les Valls）とも呼ばれる。

## 議会概要
一院制。
- 任期 :4年。
- 定数 :28人。
- 選挙 -大選挙区比例代表並立制。
  - 14議席：大選挙区制、各教区2議席選出。
  - 14議席：比例代表制。